# Ilha de Santana (Maranhão)
A Ilha de Santana situa-se no litoral leste do estado do Maranhão, em Humberto de Campos, no Brasil, aproximadamente a meio caminho entre a capital do estado, São Luís, e o famoso parque nacional dos Lençóis Maranhenses. Segundo o viajante francês Claude d'Abbeville, recebeu o nome de Santana por haver aí aportado no dia da festa daquela santa. Ainda segundo o autor, o nome original da ilha, dado pelos tupinambás, era 'Ypa'ũmirĩ, que em língua tupi significa ilha pequena.
Faz parte de um arquipélago costeiro composto por diversas outras ilhas e ilhotas, notadamente a Ilha Carrapatal, que, ao contrário da falsa idéia induzida por seu nome, é abundante em um espécime botânico abustivo-arbóreo que leva este nome, daí o nome da ilha. Região de população muito escassa e esparsa, assentada em sua quase totalidade em pequenos vilarejos de pescadores, com pouquíssima ou nenhuma infraestrutura.
A Ilha de Santana é a que se localiza mais ao norte do mencionado arquipélago.
Região de natureza praticamente intocada, em virtude de sua escassa população e dificuldade de acesso, o qual é possível apenas por barcos, é dominada por mangues, áreas arenosas com presença de dunas, praias desertas, tudo isto entrecortado por grande número de canais, que chegam a confundir navegadores experientes.
Em abril de 2018, passou a fazer parte da Reserva Extrativista Baía do Tubarão.